# Seigneurie banale
Cet article court présente un sujet plus développé dans : Seigneurie (institution).

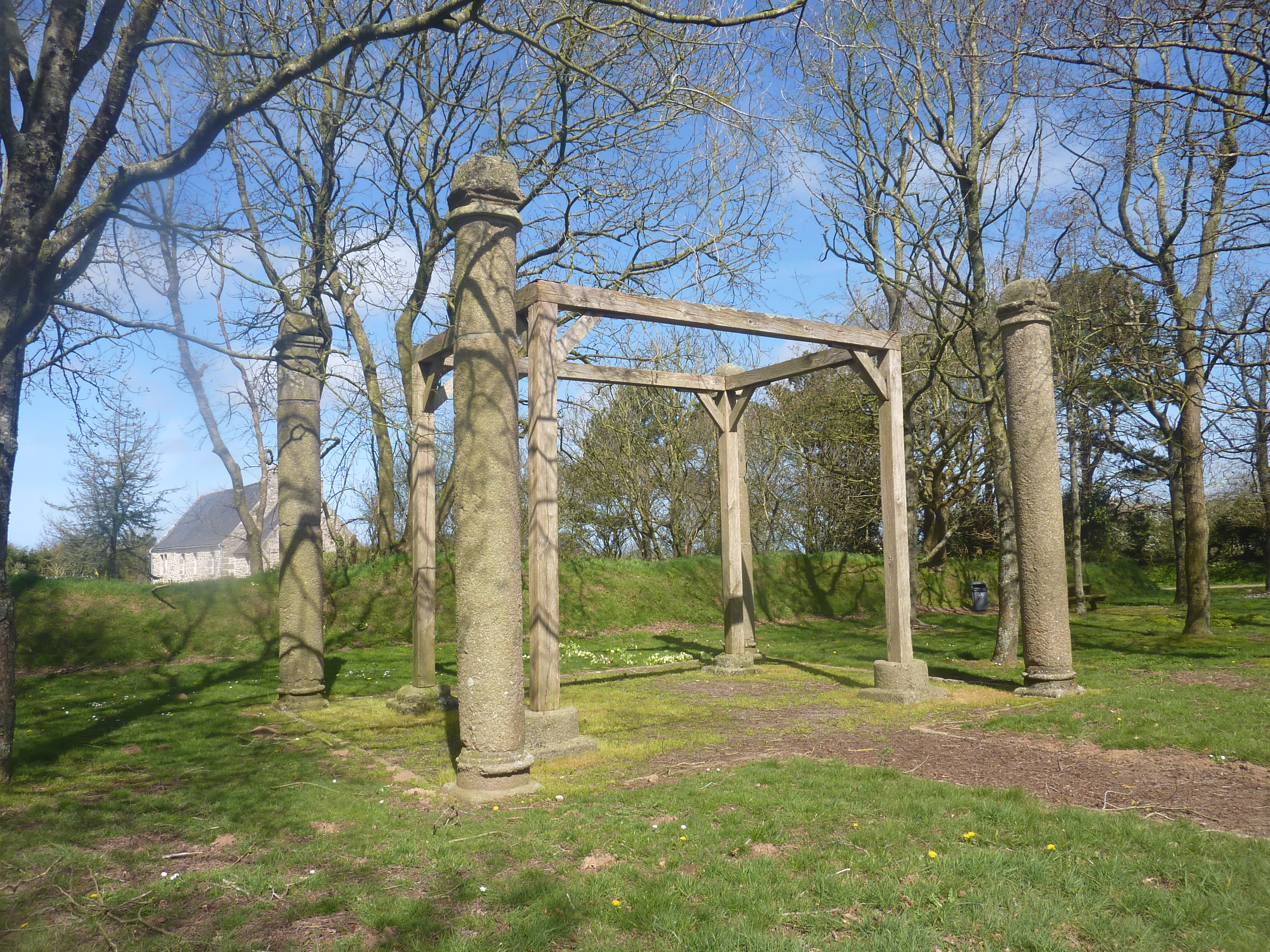
Colonnes de justice de Plourin. Les piliers de justice ou fourches patibulaires à l'emplacement du gibet, signalent que l'on se trouve sur le territoire d'une seigneurie banale haute-justicière.

La seigneurie banale ou seigneurie noble est, au Moyen Âge en Europe, un territoire dont le titulaire exerce des droits de puissance publique : pouvoir de justice, pouvoir de police, pouvoir de commandement (droit de ban), etc.

## Origines
L'affirmation par les seigneurs fonciers (les successeurs des maîtres des villas du haut Moyen Âge) de pouvoirs d'ordre public (ou seigneurie banale car elle revendique le droit de ban), apparaît dans les royaumes francs à la fin de l'époque carolingienne. Les terres y sont progressivement coupées du pouvoir central. Ces territoires, sur lesquels ne s'exerce qu'une autorité étatique théorique, échappent progressivement à son emprise.
Par exemple dans le Royaume d'Arles au XIe siècle, les seuls à détenir encore les restes des droits comtaux et régaliens sont les archevêques de Lyon, de Vienne et l'évêque de Grenoble, mais ils ne peuvent contrôler une si vaste région. L'aristocratie rurale en profite pour s'approprier le pouvoir, avec l’émergence des Guigues d'Albon, des Clermont, des Bressieux, des Villars, des Beaujeu, des Chandieu... Ils s'empressent alors de construire des fortifications de terre et de bois au centre de leurs domaines, leur permettant d'asseoir leur pouvoir et de contrôler les terres environnantes, en toute indépendance et de se substituer au pouvoir central défaillant.
Se mettent alors en place progressivement des « seigneuries châtelaines », et on voit émerger dans les cartulaires de l'époque le terme mandamentum. Cette nouvelle dimension de la seigneurie, que l'on désignera sous le terme de seigneurie banale (Georges Duby), transcende la seigneurie foncière, qui ne confère, elle, que des droits d'ordre privé. C'est l'état idéal vers lequel tend tout seigneur féodal.

## Description
La seigneurie banale découle de l'exercice du droit de ban. Elle fait peser sur les individus les obligations féodales (droit d'ost, taille, droit de gîte, corvées, banalités, droits de justice).

## Fonctionnement
À l'époque féodale le seigneur châtelain, pour faire valoir ses droits et devoirs, est entouré de personnages tels que :
- le prévost (voir prévost seigneurial) et son lieutenant et le notaire pour les affaires de justice,
- le sergent et ses gens d'armes pour la police,
- les chevaliers du château et leurs écuyers pour les affaires militaires,
- le ministériel chargé de l'organisation de la réserve et des installations à usage commun (banalités).

Dans les seigneuries ecclésiastiques ces charges dépendent de l'avoué, souvent un seigneur investi de cette charge, car les évêques, abbés et prieurs ne peuvent faire couler le sang.
Le droit de ban, dans la pratique, n'est pas absolu. Il donne fréquemment lieu à des conflits, à des disputes et bientôt à des procès, que ce soit entre suzerain et vassaux ou entre seigneur censier et tenanciers. Dans ce dernier cas, pour faciliter les rapports entre seigneur et paysans un représentant des paysans accepté par le seigneur est nommé. Cet homme est appelé maire, doyen ou procureur et remplit des charges d'organisation de la communauté villageoise et parfois même de répartition et collecte de taxes. Un exemple particulièrement étudié est celui de Jacques d'Arc, le père de la Pucelle, un laboureur aisé qui fût doyen de Domrémy ; son nom figure sur plusieurs actes concernant la vie du village, au côté de celui du seigneur.
Les dispositions coutumières concernant le droit de ban et leurs amendements sont consignées dans le livre coutumier.

## Les banalités
Les banalités sont l'ensemble des monopoles économiques exercés par le seigneur en vertu du droit de ban et qui donnent lieu à des taxes payées par les paysans contre l'utilisation obligatoire d'outils ou d'installations comme le four, le moulin, les halles… que le seigneur a financés et qu'il doit entretenir. Le banvin est la période pendant laquelle le seigneur a le monopole de la vente de vin.